# Asus ZenFone 5
Asus ZenFone 5 — пятое поколение смартфонов из линейки ZenFone тайваньской компании Asus. В эту серию входят модели Asus ZenFone 5 (ZE620KL), Asus ZenFone 5Z (ZS620KL) и Asus ZenFone 5 Lite (ZC600KL). Все три модели были анонсированы 27 февраля на выставке MWC-2018. Asus ZenFone 5 и Asus ZenFone 5Z - модели среднего ценового сегмента, ключевые отличия между данными моделями в производительности и оперативной памяти. Asus ZenFone 5Z является флагманом серии.

## Характеристики Asus ZenFone 5/5z
- Материалы корпуса: металл, стекло
- Операционная система: Android 8.х Oreo, интерфейс ASUS ZenUI 5
- Экран: 6,2”, IPS, FullHD+ (2246х1080), 402 ppi
- Платформа: Qualcomm Snapdragon 636 (ZenFone 5)/ Snapdragon 845 (ZenFone 5Z)
- Процессор: восемь ядер Kryo до 1.8 ГГц
- Графика: Adreno 509
- Оперативная память: 4 ГБ (ZenFone 5)/8 ГБ (ZenFone 5Z)
- Память для хранения данных: 64 ГБ (ZenFone 5)/256 ГБ (ZenFone 5Z)
- Слот под карту памяти: да, microSD
- Основная камера: двойная, 12 МП со светосилой f/1.8 и 8 МП со светосилой  f/2.2
- Фронтальная камера: 8 МП со светосилой f/2.0
- Интерфейсы: Wi-Fi 802.11 a/b/g/n/ac (2,4/5 ГГц), Bluetooth 5.0, NFC, USB Type-C
- Навигация: GPS/AGPS/ГЛОНАСС/BDS
- Дополнительно: сканер отпечатков пальцев, акселерометр, гироскоп, датчики приближения и освещения, электронный компас
- Батарея: 3300 мАч
- Габариты: 153х75,65х7,85 мм
- Вес: 155 г

Данные модели оснащёны экраном размером 6,2 дюйма с соотношением сторон 18,5:9, компания ASUS позиционирует данное разрешение как 19:9. Экран поддерживает разрешение Full HD, разрешающая способность экрана составляет 402 ppi. В моделях 5 и 5z использована матрица IPS.
В режиме фотографии есть возможность сохранять изображения в формате RAW. Режим видео поддерживает качество 4K при 30 fps и 1080p при 30/60/120 fps. По версии сайта DxoMark основная камера Asus ZenFone 5 суммарно была оценена в 90 баллов и заняла тринадцатое место в рейтинге, двенадцатое место в том же рейтинге занимает Apple IPhone 8.
Так же в моделях 5/5z установлено два стереодинамика, поддерживается стандарт High-res Audio и технология DTS Headphone:X со звучанием 7.1.
Модель Asus ZenFone 5 получила золотую награду «Лучший выбор» на выставке Computex 2018.

## Характеристики Asus ZenFone 5 Lite
- Материалы корпуса: металл, стекло
- Операционная система: Android N, ZenUI 5
- Экран: 6,0”, IPS, FullHD (2160x1080), 402 ppi
- Платформа: Qualcomm Snapdragon 630
- Процессор: восемь ядер ARM Cortex-A53 2.2/1.8 ГГц
- Графика: Adreno 508
- Оперативная память: 2 ГБ/4 ГБ
- Память для хранения данных: 64 ГБ
- Слот под карту памяти: да, отдельный, microSD
- Основная камера: двойная, 16 МП со светосилой f/2.2 и 5 МП
- Фронтальная камера: двойная, 20 МП со светосилой f/2.0 и 8 МП
- Сети: GSM/GPRS/EDGE; WCDMA/HSPA+/DC-HSPA+; FDD-LTE; nano SIM x 2
- Интерфейсы: Wi-Fi 802.11 a/b/g/n/ac (2,4/5 ГГц), Bluetooth 4.2, NFC, Micro-USB
- Навигация: GPS/AGPS/ГЛОНАСС/BDS
- Дополнительно: датчик приближения, датчик освещения, акселерометр, компас, магнитометр, гироскоп
- Батарея: 3300 мАч
- Габариты: 160,5x76x7,8 мм
- Вес: 168 г

У модели Asus ZenFone 5 Lite экран размером 6,0 дюймов с соотношением сторон 18:9. Разрешение экрана Full HD, разрешающая способность 402 ppi, матрица IPS. Режим видео на данной модели возможен в двух вариантах: FullHD при 60fps и 4K при 30 fps.

## Защита
Все модели серии имеют олеофобное покрытие экрана, а также защитное стекло. Экран моделей 5 и 5z защищен стеклом Corning Gorilla Glass. О наличии сертификации IP (защита от воды и пыли) данных нет.

## Продажи
Первоначально компания Asus выпустила в продажу модели Asus ZenFone 5 и Asus ZenFone 5 Lite. На момент старта продаж, 19 апреля 2018 года, модель Asus ZenFone 5 стоила 27 990 рублей, а модель Asus ZenFone 5 Lite продавалась за 21 990 рублей.
Модель Asus ZenFone 5 Lite представлена в трех цветах: Midnight Black, Rouge Red и Moonlight White. Однако, в продажу поступили только цвета Midnight Black и Moonlight White. К июню 2018 года цена на данную модель упала более чем на 25% и составила 15 790 рублей.
Старт продаж Asus ZenFone 5Z состоялся 6 июня 2018 года. Asus ZenFone 5Z выпускается в двух цветах: Meteor Silver и Midnight Blue.